# Давід Датро Фофана
Давід Датро Фофана (фр. David Datro Fofana, нар. 22 грудня 2002, Урагайо, Кот-д'Івуар) — івуарійський футболіст, нападник англійського «Челсі» та національної збірної Кот-д'Івуару.
На правах оренди грає за «Бернлі».

## Ігрова кар'єра

### Клубна
Давід Фофана починав займатися футболом на батьківщині в академії івуарійського клубу «Абіджан Сіті». Ще в юні роки за футболістом стежили скаути футбольних клубів багатьох країн Європи. У лютому 2021 року Фофана перебрався до Європи, де підписав чотирирічний контракт з норвезьким клубом «Мельде».
Вже в лютому Давід дебютував у першій команді «Мельде», коли вийшов на заміну у матчі Ліги Європи проти німецького «Гоффенгайм 1899» і через 10 хвилин відзначився забитим голом. Чим допоміг своїй команді пройти до наступного раунда. У 2022 році Фофана у складі «Мельде» виграв Кубок Норвегії та національний чемпіонат. Після чого з 1 січня 2023 року перейшов до стану англійського клубу 
«Челсі». І 8 січня у матчі на Кубок Ліги дебютував у новій команді.
Але в подальшому, не маючи постійного місця в основі «Челсі», влітку 2023 року Фофана до кінця сезону відправився в оренду у берлінський «Уніон». З яким зіграв свої перші матчі в Лізі чемпіонів.

### Збірна
У вересні 2019 року у матчі проти команди Нігеру Давід Фофана дебютував у складі національної збірної Кот-д'Івуару.
Також у 2023 році Фофана провів кілька матчів у складі олімпійської збірної Кот-д'Івуару.

## Титули
Молде
 Чемпіон Норвегії: 2022
 Переможець Кубка Норвегії: 2021/22